# Энциклопедия земли Вятской
Энциклопедия земли Вятской (ЭЗВ) — универсальная научная краеведческая энциклопедия Кировской области. Соучредителями выступают Правительство Кировской области и областное отделение Союза писателей России.
Бессменным председателем редакционной комиссии энциклопедии является Владимир Арсентьевич Ситников.